# Kidō Senshi Gundam SEED Battle Destiny
Kidō Senshi Gundam SEED Battle Destiny (en japonés: 機動 戦 士 ガ ン ダ ム SEED BATTLE DESTINY; Kidō Senshi Gandamu SEED Batoru Desutinī) es un juego de la serie Kidou Senshi Gundam para PlayStation Vita. En junio de 2015, solo se lanzó en Japón. El juego es un simulador mecánico. El juego fue desarrollado por Artdink y publicado por Bandai Namco Games.

## Recepción
El juego vendió 40,297 copias durante el primer período de grabación de ventas, colocando al juego en el número 3 en la tabla de ventas de Media Create para todos los videojuegos japoneses. Esto se consideró un éxito sorprendente para un juego de Vita.